# ルネ・ペシェール
ルネ・ペシェール（Rene Pechere、1908年2月12日 - 2002年5月9日）は、ベルギーの造園家、造園学者。ガーデンデザイナー。
ベルギー記念物遺跡等委員会委員、イコモス・イフラ合同委員会議長を歴任し、貴重な庭園保護に努める。IFLA／イフラ（International Federation of Landscape Architects、国際造園家連盟）は、ユネスコ傘下の団体として1949年に正式に発足した造園の国際機構で、ペシェールは1958年に景観・歴史的庭園及び遺跡の研究会を立ち上げている。
1964年、ヴェネチア憲章の成立から、ICOMOS／イコモスが1965年から活動するが、1972年11月には世界遺産条約採択を目的に設置された世界遺産委員会が、イコモスやIUCN などが世界遺産登録リストへの推薦、削除に関する検討、審査の協力を進める際の作業指針作成。これをうけて、イコモス及びイフラも歴史的庭園国際委員会の会議を1978年に制定させた。その後、建築と植物の複合物である庭園の歴史的特色を保存する必要から、1981年にはペシェールの尽力により、ヴェネツィア憲章を補完する「フィレンツェ憲章」を決定した。
ベルギー国内に文化・芸術の賞として、ルネ・ペシェール国際賞がある。

## 人物
1908年、ブリュッセルのイクセル区で生誕。1925年に、造園業者ジュール・バイセンス社で見習いとして働く。1926年から1929年にかけて、仕事を行う傍らで、国立ヴィルボルド園芸学校に入学しで造園を学ぶ。
1929年、フランス国立ナンシー水利・林業学校（現・ENGREF(フランス国立農村工学・河川・森林学校)）へ留学。卒業後は帰国して、2年間の兵役を勤める。
1934年にブリュッセルで造園家として活動開始。
1935年には、ブリュッセル万国博覧会 (1935年)の庭園部門長に就任。ジュール・ビュイッサンスのもとで万博に携わったのをきっかけに、この時期、独立した造園設計家として、エラスムスの家など、ブリュッセル市内の公園緑地、庭園が各所に数多く造られていく。
パリ万国博覧会 (1937年)では、ベルギー政府館の庭園デザインを担当。このベルギー館庭園で、同博覧会コンテストグランプリを受賞し、レジオンドヌール・シュヴァリエ勲章にノミネートされる。
1937年から、ブリュッセル市の公共植栽課長を務める。さらに1939年から、国立上級建築造形芸術学校（建築美術高等専門学校ラ・カンブル (学校)）教授に就任するが同年、予備役将校として中尉で招集。1940年に侵攻したドイツ軍の捕虜となり、獄中において同じく捕らえられたフランス軍将校達からフランスの都市計画事情を学んでいる。1942年には脱走を試みるが失敗している。
終戦後に解放されてからは、1946年からフランスに渡り、パリ市の都市計画家検定試験に合格。帰国して1952年、ベルギー運輸省発足時アドバイザー兼ベルギー公共事業省の緑地顧問特別職に就任。
1956年から1958年、IFLA（国際造園家連盟）会長に就任。
1958年、ブリュッセル万国博覧会 (1958年)ベルギー政府統括部の造園担当に。
1962年からはフランス・フォンテーヌブローアメリカ芸術学校とヴェルサイユのフランス国立造園高等専門学校ENSP（エコール・デ・ペイサージュ）また、ルーヴァン大学ヘヴェルリー建築都市遺産修復センター講師に就任。
1971年、ICOMOS=IFLA国際学術委員会委員長就任。
1973年、ユネスコ特認大使就任。
1987年、『庭園の基本法則』（Grammaire des Jardins）(第1版)を出版。
1993年、ルネ・ペシェール図書館（BRP）開館。都市計画や歴史的な庭園といったさまざまな主題に関連する貴重資料ぼ収集にもつとめ、骨董と現代的な貴重本のコレクションにも手を染め、都市計画、建築とランドスケープのための国際センターとしてブリュッセルに拠点をおいている。1988年以降はブリュッセル首都地域に関する関連資料の管理を委託され、これらはまたフルデジタル化でアーカイブされている。
1995年、『庭園の基本法則』(第2版)出版。
2002年、フランスのマルセイユで死去。

## 作品
主な自身の作品として、次の作品があげられる。
もとが1924～1928年に建てられたアール・デコ様式の個人の邸宅で庭園は師匠のジュール・ビュイッサンスが設計したダヴィッド＆アリス・ヴァン・ビューレン美術館では、ラビリンスと7つの温室を担当。
モン・デ・ザール庭園（芸術の丘 Mont des Arts/Kunstberg）は、もとは1910年にブリュッセルで万国博覧会が開かれたおりに造られ、アルベルティーヌ広場からロワイヤル広場にかけて広がり、王立図書館とパレ・デ・コングレに囲まれているテラス式の整形式庭園。周囲の近代的な建築に適合するよう、万国博覧会(1958年)の際に、ルネが改造を担当した。
庭園の修復や復元には、ハウスFrasneイメージ復元庭園（Maison d'Frasne, ベルギー・アンデルレヒト , 1987年）、聖エルメス教会/教会広場（Eglise Saint-Hermes, ベルギー・ロンセ , 1952年）、Chateau d^Ecaussines-Lalaing城館菜園（ベルギー・エコーサンヌ , 1986年）、シャトー・ド・セントジョルジュ・モーテル城館公園復元構想（Chateau de St.-Georges-Motel, ベルギー・サン・ジョルジュ・モーテル , 1998年）、ヘット・ロー庭園（Jardin de Het Loo, オランダ・ロー , 1974年）、ブルテイユ城庭園（Cateau de Breteuil, フランス・ブルテイユ  , 1985年）、シャトー・ド・ノケレ庭園（Chateau de Nokere, ベルギー・ノケレ, 1952年）、スヌッフ城庭園 (Cateau de Seneffe, ベルギー・スヌッフ, 1983年）など城館庭園などに携わっている。
庭園出展は地元ブリュッセル万博での庭園（Jardin pour l'Expo.Univ., 1958年）の他は、1937年パリ万博での庭園（Jardin pour l'Expo.Unlv, フランス・パリ）、インターバウ・ベルリンでの庭園（Interbau de Berlin, ドイツ・ベルリン, 1957年）、オランダ・アムステルダムのフラワーショー・ベルギーのセクション（Section belge aux floralies, 1972年）などがある。
既存庭園の改修なども、次のように多くてがけている。
- ヘルギー・サン＝ジョス＝タン＝ノードの植物園前庭（Jardin Botanique, 1956年）
- シャトー・ド・ゼリック城館庭園（chateau de Zellik, ベルギー・アッセ , 1960年）
- 湖ガーデン住宅庭園（Jardin du lac, フランス・アヌシー, 1960年）
- Ter Coigne公園（Parc Ter Coigne, ベルギー・ワーテルマール＝ボワフォール, 1970年）
- ヴィラ・ハマーシュミット別荘庭園（Villa Hammerschmidt, ドイツ・ボン , 1976年）
- Prieure修道分院庭（フランス・ポンポワン）
- ロタンダの園 住宅庭園（Jardin de la rotonde, ベルギー・サンマルタンラーテム）
- メニルオーボワ 住宅庭園（Mesnil au Bois, ベルギー・エーレムボーデゲム）
- プロヴァンスの水の庭 住宅庭園（Jardin d'eau en Provence, フランス・ランブク）
- インドのカラン 住宅庭園（Calan indien, ベルギー・ラユルプ）
- フォンテーヌ・フロレンティーヌ 住宅庭園（Fontaine florentine, フランス・ブフェモン）
- 中空壁darnier 中庭（Murs en darnier creux, ベルギー・ブリュッセル）
- 7流域の園 住宅庭園（Jardin des sept bassins, ベルギー・ルブベーク）
- グランデ・メソン・小スペースI （Grande Maison-petit espace I, ベルギー・ブリュッセル）
- グランデ・メソン - 小スペースⅡ （Grande Maison-petit espaceⅡ, ベルギー・ブリュッセル）
- Poiou住宅庭園（Dans le Poiou, フランス・ラロッシュポゼ）
- 教会広場Treize大佐の記念碑（Monument de treize colonels, ベルギー・ブリュッセル）
- Beginage修道院中挺（ベルギー・テルモンド）
- シャトー・ド・デュレイユ城館庭園（Chateau de Dureil, フランス・Serthe）
- シャトー・デュ・Roeulx城館庭園（Chateau du Roeulx, ベルギー・エノー）
- ミラー・ガーデン住宅庭園（Jardin du miroir, ベルギー・ブリュッセル）
- ヨーロッパアカマツの住宅庭園（Pins sylvestres, ベルギー・ブリュッセル）

その他、新設での作品は以下のものがある。
- 住宅庭園フォンテーヌの鳥（Fontaine des oiseaux, ベルギー・ブリュッセル）
- 行政街公共公園（Cite Administrative, ベルギー・ブリュッセル , 1974年）
- Malander公園の木（Parc de l'Arbre de Malander, ヘルギー・ロンセ, 1956年）
- Tombergプレイス（Place du Tomberg, ベルギー・ヴォルウェ＝サン＝ランベール, 1963年）
- Van Buuren 旧住宅庭園（Fondation Van Buuren, ベルギー・ユクル , 1968年）
- Premier client住宅庭園（ベルギー・レベック）
- ベルギーBinome住宅庭園（Binome belge, ベルギー・ブリュッセル）
- Blnome anglais住宅庭園（ベルギー・ブリュッセル）
- ブリュッセル・フランス大使館庭園（Ambassade de France）
- 果樹園庭園（Jardin sous un verger, ベルギー・ブリュッセル, 住宅庭園）
- かぎ針ガーデン（Jardin en crochet, フランス・ルーベー , 住宅庭園）
- Ter Voer 住宅庭園（Ter Voer, ベルギー・フォッセム）
- 石の迷路（Labyrinthe en pierre, ベルギー・ブリュッセル）
- ハードケース（Un cas difficile, ベルギー・ブリュッセル , 住宅庭園）
- ジャルダン・デ・ヴィル（Jardin de Ville, ベルギー・ブリュッセル, 住宅庭園）
- マティーニテラス（Terrasse Martini, フランス・パリ, 住宅テラス）
- シャトー・ド・アルジャントゥイユ庭園部分新設（Chateau d'Argenteuil, ベルギー・ウォータールー他 , 1960年）
- シャトー・ド・コルベイユ＝サーフ庭園部分新設（Chateau de Corbeil-Cerf, フランス・オアーズ）

## 著書
『庭園の基本法則』(Grammaire des Jardins)のほか、日本語に翻訳された著書に、『現代生活と緑地 ―緑地の本質―』（(財)都市計画協会, 1963年）がある。